# Universidade Pompeu Fabra

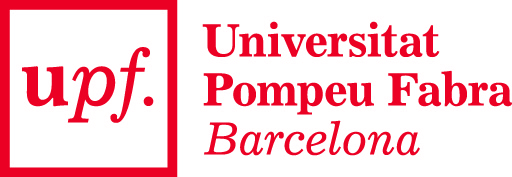
Logo Universitat Pompeu Fabra - Barcelona

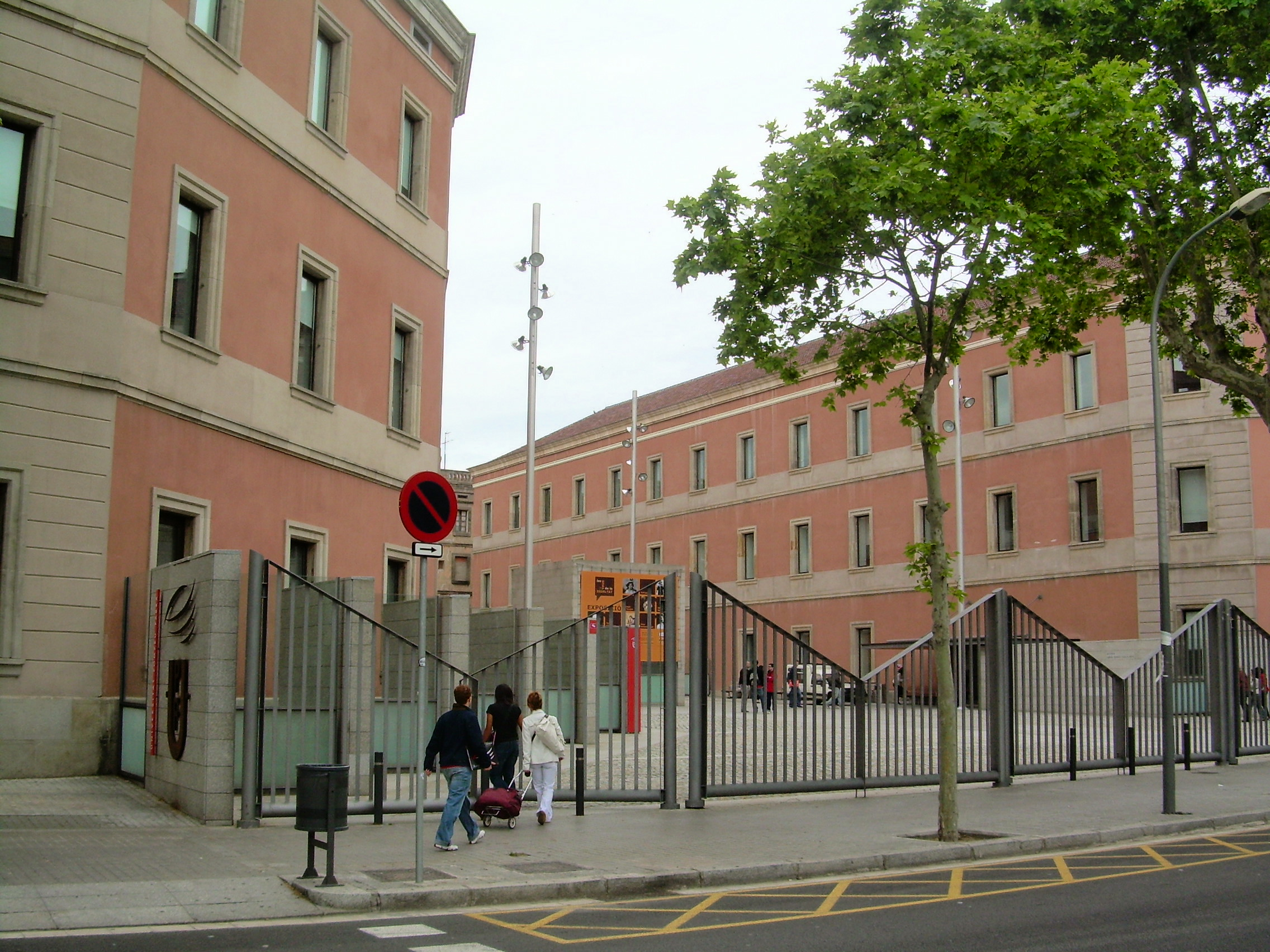
Entrada da universidade

A Universidade Pompeu Fabra (nome oficial em catalão, Universitat Pompeu Fabra) é uma instituição de ensino superior pública catalã sediada em Barcelona, na Catalunha. Foi fundada em 18 de junho de 1990. Seu nome homenageia o eminente linguista catalão Pompeu Fabra. Possui nove faculdades e escolas universitárias espalhadas pela cidade, que oferecem cursos nas áreas de ciências sociais, humanidades, ciências da saúde e ciências exatas. Seus cursos de administração e economia encontram-se entre os mais prestigiados da Europa. Segundo o ranking de 2010 da revista inglesa Times Higher Education, é a segunda melhor universidade espanhola.
Sua biblioteca El Dipòsit de les Aigües (traduzido do catalão, significa "O Depósito das Águas"), obra do arquiteto Josep Fontserè, é considerada de notável interesse pela revista Classical Library Buildings of the World. Foi construída entre 1874 e 1880 para servir de depósito de água para a fonte do Parque da Cidadela, que fica ao lado. Posteriormente, transformou-se em biblioteca, retendo, porém, o antigo nome.
Em 2010, a universidade recebeu a qualificação de "campus de excelência internacional", conferida pelos ministérios da educação e da ciência da Espanha.